# KuGou
KuGou (chiń. 酷狗音乐) – chiński serwis oferujący dostęp do muzyki, należący do Tencent Music. 
W 2017 roku firma miała 600 milionów użytkowników i była najpopularniejszą marką wśród cyfrowych platform muzycznych w Chinach. Serwis był notowany w rankingu Alexa globalnie na miejscu: 2079 (styczeń 2021), w Chinach: 253 (styczeń 2021).
KuGou powstało w 2004 roku.